# Viskafors
Viskafors är en tätort i Borås kommun. Den består av två sammanvuxna samhällen: det egentliga Viskafors i Kinnarumma socken samt Svaneholm i Seglora socken.
Viskafors har fått sitt namn efter Viskan som rinner genom samhället. Viskafors utvecklades från 1800-talet och framåt till en klassisk svensk bruksort inom textil- och gummiindustri. Det var det gynnsamma läget vid Viskan som gav orten dess industrier.  Efter industrinedläggningar från 1970-talet och framåt har samhället alltmer blivit ett pendlarsamhälle till Borås.
Idag finns arvet från den gamla industritiden kvar i form av arbetarbostäder och industritomter.

## Viskafors från 1800 till 2000-talet
Viskafors beskrivs i början av boken Viskafors/Rydboholm förr och nu, med orden:
”En mycket viktig del i Viskafors historia har varit Viskan och vattenfallet med en fallhöjd på 24 meter. Flera industrier har under årens lopp lockats till denna plats på grund av tillgång till vatten, som kunnat omförvandlats till kraft och energi”
Rydboholmsbolaget var det företag som allra mest format Viskafors historia. Företaget grundades på 1830-talet av bonden och förläggaren Sven Erikson, den tidens störste industriman inom mekaniskt bomullsväveri. Eriksson tillägnade sig kunskap från England, vävare och vävmästare för att kunna tillverka textilier som mollskinn och bomullsvävnader. I slutet av 1800-talet ökade fabriken sin produktion och sysselsatte som mest cirka 1 500 personer. Företaget var socialt förankrat och byggde skola, konserthus, äldreboende, brandstation, kyrka, semesterhem i Varberg och framförallt arbetarbostäder samt egna bostäder. 
År 1880 invigdes järnvägssträckan mellan Borås och Varberg. I bostadsfrågan var Rydbolmsbolaget pådrivande genom att de lånade ut pengar så att anställda kunde bygga sig ett eget hus på tomter som såldes till rimliga priser. En pensionskassa anordnades 1897, där vinsten från speceributiker i Viskafors och Rydboholm oavkortat fördes över till pensionskassan, som de anställda fick tillgång till. I början av 1900-talet tillverkades begravningskistor till anställda som avlidit, kostnaden stod företaget för. Under 1980-talet försvann cirka 1 500 arbetstillfällen inom gummi- och textilindustrin. År 1996 fanns i Viskafors 25 procent vakanta lägenheter, vilket ledde till att 85 lägenheter började rivas ett år senare.
I Viskafors gummifabrik tillverkades förutom bildäck även ishockeypuckar, gummimattor, galoscher och sommarskor mm.

### Befolkningsutveckling
| Befolkningsutvecklingen i Viskafors 1960–2020                                                                               | Befolkningsutvecklingen i Viskafors 1960–2020 | Befolkningsutvecklingen i Viskafors 1960–2020 | Befolkningsutvecklingen i Viskafors 1960–2020 | Befolkningsutvecklingen i Viskafors 1960–2020 |
| --- | --------------------------------------------- | --------------------------------------------- | --------------------------------------------- | --------------------------------------------- |
| |                                               |                                               |                                               |                                               |
| År |                                               |                                               | Folkmängd                                     | Areal (ha)                                    |
| 1960 | 1960                                          |                                               | 2 494                                         |                                               |
| 1965 | 1965                                          |                                               | 3 076                                         |                                               |
| 1970 | 1970                                          |                                               | 3 735                                         |                                               |
| 1975 | 1975                                          |                                               | 4 524                                         |                                               |
| 1980 | 1980                                          |                                               | 4 476                                         |                                               |
| 1990 | 1990                                          |                                               | 4 180                                         | 370                                           |
| 1995 | 1995                                          |                                               | 3 901                                         | 372                                           |
| 2000 | 2000                                          |                                               | 3 739                                         | 375                                           |
| 2005 | 2005                                          |                                               | 3 677                                         | 375                                           |
| 2010 | 2010                                          |                                               | 3 790                                         | 386                                           |
| 2015 | 2015                                          |                                               | 3 701                                         | 397                                           |
| 2020 | 2020                                          |                                               | 3 684                                         | 403                                           |
| Anm.: 2015 utbröts Skrapered till en egen småort. Hela tätorten delades 2023 där den södra delen bildade tätorten Svaneholm |                                               |                                               |                                               |                                               |